# Campionati europei di corsa in montagna 2015
I XXI Campionati europei di corsa in montagna si sono disputati a Porto Moniz, in Portogallo, il 4 luglio 2015. Il titolo maschile è stato vinto da Johan Bugge, mentre quello femminile da Andrea Mayr.

## Uomini seniores
Individuale
| Pos.    | Atleta            | Nazione     | Tempo    |
| ------- | ----------------- | ----------- | -------- |
| Oro     | Johan Bugge       | Norvegia    | 1h02'35" |
| Argento | David Schneider   | Svizzera    | 1h02'49" |
| Bronzo  | Alex Baldaccini   | Italia      | 1h02'56" |
| 4       | Robbie Simpson    | Regno Unito | 1h03'02" |
| 5       | Andrew Douglas    | Australia   | 1h03'32" |
| 6       | Xavier Chevrier   | Italia      | 1h03'41" |
| 7       | Bernard Dematteis | Italia      | 1h03'51" |
| 8       | Julien Rancon     | Francia     | 1h04'29" |
| 9       | Robert Krupička   | Rep. Ceca   | 1h04'41" |
| 10      | Pascal Egli       | Svizzera    | 1h04'44" |

Squadre
| Pos.    | Squadra  | Punti |
| ------- | -------- | ----- |
| Oro     | Italia   | 16    |
| Argento | Svizzera | 27    |
| Bronzo  | Francia  | 33    |

## Uomini juniores
Individuale
| Pos.    | Atleta                 | Nazione     | Tempo  |
| ------- | ---------------------- | ----------- | ------ |
| Oro     | Stian Øvergaard Aarvik | Norvegia    | 48'17" |
| Argento | Abdullah Yorulmaz      | Turchia     | 49'03" |
| Bronzo  | Mustafa Göksel         | Turchia     | 49'08" |
| 4       | Davide Magnini         | Italia      | 50'32" |
| 5       | Maximilian Nicholls    | Regno Unito | 51'18" |
| 6       | Jacob Adkin            | Regno Unito | 51'27" |
| 7       | Francesco Agostini     | Italia      | 51'58" |
| 8       | Alberto Vender         | Italia      | 52'03" |
| 9       | Sebastián Vošvrda      | Rep. Ceca   | 52'08" |
| 10      | Şeyhmuz Saruhan        | Turchia     | 52'21" |

Squadre
| Pos.    | Squadra     | Punti |
| ------- | ----------- | ----- |
| Oro     | Turchia     | 15    |
| Argento | Italia      | 19    |
| Bronzo  | Regno Unito | 25    |

## Donne seniores
Individuale
| Pos.    | Atleta                  | Nazione     | Tempo  |
| ------- | ----------------------- | ----------- | ------ |
| Oro     | Andrea Mayr             | Austria     | 50'04" |
| Argento | Eli Anne Dvergsdal      | Norvegia    | 53'05" |
| Bronzo  | Emma Clayton            | Regno Unito | 53'36" |
| 4       | Sabine Reiner           | Austria     | 54'23" |
| 5       | Lucija Krkoč            | Slovenia    | 54'53" |
| 6       | Victoria Wilkinson      | Regno Unito | 55'03" |
| 7       | Pavla Schorna-Matyásová | Rep. Ceca   | 55'01" |
| 8       | Anais Sabrié            | Francia     | 55'11" |
| 9       | Rebecca Robinson        | Regno Unito | 55'27" |
| 10      | Alice Gaggi             | Italia      | 55'46" |

Squadre
| Pos.    | Squadra     | Punti |
| ------- | ----------- | ----- |
| Oro     | Regno Unito | 18    |
| Argento | Austria     | 23    |
| Bronzo  | Francia     | 38    |

## Donne juniores
Individuale
| Pos.    | Atleta              | Nazione   | Tempo  |
| ------- | ------------------- | --------- | ------ |
| Oro     | Sarah Kistner       | Germania  | 21'26" |
| Argento | Michaela Stránská   | Rep. Ceca | 22'01" |
| Bronzo  | Elsa Racasan        | Francia   | 22'14" |
| 4       | Tereza Korvasová    | Rep. Ceca | 22'39" |
| 5       | Yayla Kiliç         | Turchia   | 22'55" |
| 6       | Burcu Subatan       | Turchia   | 22'57" |
| 7       | Annika Seefeld      | Germania  | 23'02" |
| 8       | Verena Streitberger | Austria   | 23'23" |
| 9       | Heidi Davies        | Germania  | 23'23" |
| 10      | Roberta Ciappini    | Italia    | 23'25" |

Squadre
| Pos.    | Squadra   | Punti |
| ------- | --------- | ----- |
| Oro     | Germania  | 19    |
| Argento | Rep. Ceca | 22    |
| Bronzo  | Turchia   | 23    |

## Medagliere
| Posizione | Paese       | Oro | Argento | Bronzo | Totale |
| --------- | ----------- | --- | ------- | ------ | ------ |
| 1         | Norvegia    | 2   | 1       | 0      | 3      |
| 2         | Germania    | 2   | 0       | 0      | 2      |
| 3         | Turchia     | 1   | 1       | 2      | 4      |
| 4         | Italia      | 1   | 1       | 1      | 3      |
| 5         | Austria     | 1   | 1       | 0      | 2      |
| 6         | Regno Unito | 1   | 0       | 2      | 3      |
| 7         | Rep. Ceca   | 0   | 2       | 0      | 2      |
| 7         | Svizzera    | 0   | 2       | 0      | 2      |
| 9         | Francia     | 0   | 0       | 3      | 3      |